# دانشنامه فرهنگ مردم ایران
دانشنامهٔ فرهنگ مردم ایران یکی از پروژه‌های مرکز دائرةالمعارف بزرگ اسلامی است که در اسفند ۱۳۹۱ اولین جلد آن چاپ شد و ۷ مجلد از آن به چاپ رسیده است و سه مجلد دیگر باقی است.

## نحوه ایجاد
دانشنامهٔ فرهنگ مردم ایران یکی از پروژه‌های متعدد مرکز دائرةالمعارف بزرگ اسلامی است که طرح اولیهٔ آن در یک فرایند پیشنهاد، مطالعه و تدوین، در اسفند ۱۳۸۶ تهیه گردید و دو هیئت: یکی «شورای علمی» متشکل از استادان دانشگاهی رشته‌های مربوط و دست‌اندرکاران پیش‌کسوت در امر پژوهش در فرهنگ مردم، و دیگری «هیئت مشاوران عالی» متشکل از چند تن متخصص و دست‌اندرکار در امر دانشنامه‌نویسی و نیز چند تن از صاحب‌نظران خبره در رشتهٔ مربوط تشکیل شد و پس از کسب نظرات این دو هیئت، طرح نهایی آن تنظیم، و روند اجرای آن آغاز گردید. این دانشنامه در راه تحقق خود با دشواریهای فراوانی روبه‌رو بود از جمله نبود رشتهٔ دانشگاهی فرهنگ مردم و به تبع آن نبود کارشناسان و پژوهشگران دانشگاهی، کمبود منابع تحقیق، ماهیت پیمایشی مطالعات فرهنگ مردم، و نبودِ مراکز پژوهشی تخصصی و متمرکز.

## موضوع دانشنامه
مدخلهای این دانشنامه با مطالعهٔ آثار و منابع تاریخی ـ اجتماعی، تک‌نگاریها و پژوهشهای میدانیِ منتشرشده، همچنین با مطالعهٔ کتابهای مربوط به تاریخ و جغرافیا و فرهنگ مردم شهرها و روستاهای ایران، استخراج و تنظیم شده و بارها بررسی و پالایش گردیده، تا نهایتاً نزدیک به ۰۰۰‘ ۳ مدخل برای این دانشنامه پذیرفته‌شده‌است. گسترهٔ مکانی (جغرافیایی) این دانشنامه مرزهای سیاسی ایران امروزی را در بر می‌گیرد که گاهی در حوزهٔ ادبیات از مرزهای کنونی فراتر می‌رود؛ ولی تصمیم مرکز دائرةالمعارف بزرگ اسلامی بر آن است که در ویرایشهای بعدی، مواد و داده‌های فرهنگ مردم در سطح ایران فرهنگی نیز گسترش یابد. گسترهٔ زمانی این دانشنامه تمامی دوره‌های تاریخی ایران را شامل می‌شود. قلمرو موضوعی این دانشنامه نیز تمامی ابعاد فرهنگ مردم، اعم از مادی و معنوی را در بر می‌گیرد.